# La bruma
Dans la brume (en España: La bruma) es una película francesa de 2018, del género ciencia ficción, dirigida por Daniel Roby y protagonizada por Romain Duris y Olga Kurylenko.

## Sinopsis
Una pareja vive en París con su hija, que sufre una enfermedad autoinmune que le obliga a vivir dentro de una burbuja de cristal gigante. Un día, una niebla que procede del subsuelo mata a todo el que encuentra a su paso. Esta bruma inunda a toda la ciudad, la mayoría de los supervivientes se quedan confinados en los últimos pisos de los edificios más altos. Día a día, intentan sobrevivir a pesar de la falta de víveres, de electricidad y de información. Esta pareja hace todo lo que puede para salvar a su hija, que se ha quedado dentro de la burbuja rodeada por la niebla.

## Reparto
- Romain Duris - Mathieu
- Olga Kurylenko - Anna
- Fantine Harduin - Sarah
- Michel Robin - Lucien
- Anna Gaylor - Colette
- Réphaël Ghrenassia - Noé

## Premios y nominaciones
La película recibió ocho nominaciones en los 7º Canadian Screen Awards en 2019, incluida la de Mejor Película.